# Piero Antinori

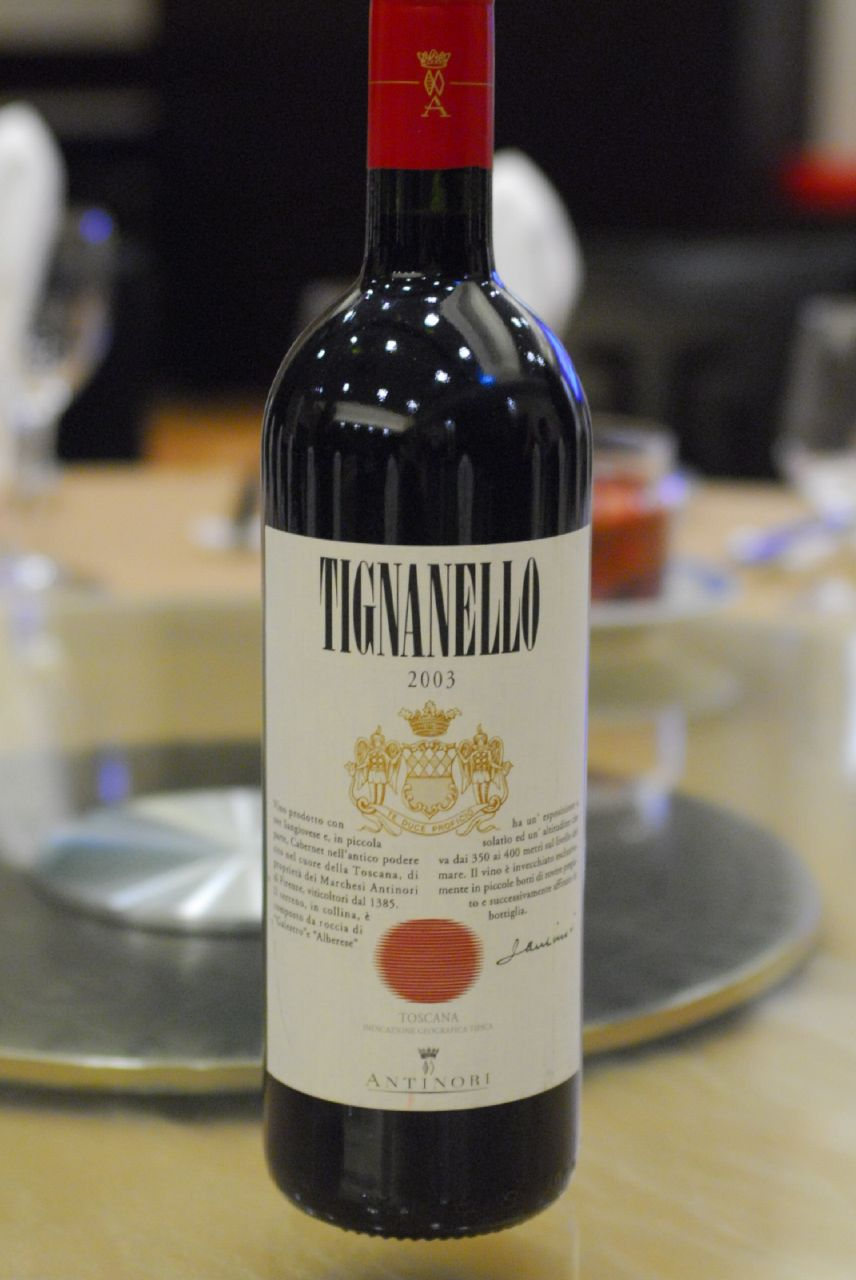
Eine Flasche Tignanello

Marchese Piero Antinori (* 16. Juli 1938 im Palazzo Antinori in Florenz) ist ein italienischer Weinunternehmer. Er ist Präsident des global agierenden Familienunternehmens Marchesi Antinori Srl. Piero Antinori schuf 1971 mit dem Spitzenwein Tignanello den ersten Supertoskaner und erneuerte damit den italienischen Spitzenweinbau von Grund auf. Antinori ist ein Mitglied der Primum Familiae Vini, einem weltweiten Zusammenschluss traditionsreicher, führender Familienunternehmen für Weinanbau und -handel.

## Familie Antinori
Die italienische Adelsfamilie Antinori in der Toskana widmet sich seit 26 Generationen dem Weinbau. Sie zählt zu den größten und bedeutendsten Weinproduzenten und -handelshäusern Italiens. Gründer war Giovanni di Piero Antinori im Jahre 1385. Er stammte aus einer Florentiner Händlerfamilie mit langer Weinbautradition. Giovanni Antinori wurde erfolgreich und so nahm die Weinproduktion, zusammen mit dem Seidenhandel und dem internationalen Bankgeschäft, eine wichtige Stellung in den Familienaktivitäten ein.

## Leben
Piero Antinori ist das zweite von drei Kindern des Ehepaars Marchese Niccolò Antinori und Gräfin Carlotta della Gherardesca. Er hat eine ältere Schwester, Illaria, und einen jüngeren Bruder, Lodovico.
Nach dem Gymnasium folgten seine Abschlüsse in Wirtschafts- und Handelswissenschaften an der Universität von Florenz. Seine Sommerferien verbrachte er mit weltweitem Reisen und Arbeiten mit internationalen Weinproduzenten, wie dem weltweit berühmten Önologen Émile Peynaud aus dem Bordeaux, um ein ausgebildeter Weintechniker zu werden. 1965 heiratete er Francesca Fiorano (* 1940). Aus der Ehe gingen drei Töchter hervor: Albiera (* 1966), Allegra (* 1971) und Alessia (* 1975).
1968 übernahm er die Firma seines Vaters. Mit dem Önologen Giacomo Tachis (1933–2016) entwickelte er einen Wein aus Sangiovese-Trauben, der authentischen toskanischen Rebe, die er gegen die Bestimmungen des Weinbaugesetzes u. a. mit Cabernet Sauvignon zu einer neuartigen Cuvée verband, sie im kleinen französischen Barrique-Eichenfass ausbaute und so den Wein charakteristisch und signifikant veränderte. Der Erfolg war groß, der Tignanello war geboren und mit ihm der erste so genannte „Supertoskaner“. Zwei weitere folgten bald darauf: „Sassicaia“ aus der Maremma und „Pergole Torte“ aus Radda in Chianti. Der Besitz umfasst heute zahlreiche Weingüter und Kellereien in den Weinbau-Regionen Apulien, Piemont, Toskana und Umbrien sowie auch in Kalifornien mit einer Gesamt-Rebfläche von rund 1.200 Hektar. Auf einigen Gütern der Familie Antinori wird auch Olivenöl erzeugt. Zusätzlich zählen noch vier Restaurants mit dem Namen „Cantinetta Antinori“ in den Städten Florenz, Zürich, Moskau und Wien zum Besitz. Das Familienunternehmen, in dem neben Piero auch seine Töchter Alessia, Albiera und Allegra arbeiten, macht einen jährlichen Umsatz von rund 100 Millionen Euro. Seit Mitte 2017 ist Albiera Antinori CEO des Familienunternehmens.

## Familien-Tradition
Das Weingut „Tenuta dell’Ornellaia“ liegt in der Gemeinde Bolgheri in der italienischen Weinbau-Region Toskana. Es wurde von Ludovico Antinori, dem jüngeren Bruder von Piero, im Jahre 1981 gegründet. Beim Anlegen der ersten Rebflächen und Erbauung der Kellerei war der Önologe André Tchelistcheff als Berater tätig. Er machte aus dem Stand Weine wie „Ornellaia“ oder später „Masseto“, die von Beginn an international Erfolg hatten. Sie waren Paradebeispiele für jene als „Supertoskaner“ bezeichneten Weine. Die ersten Weine waren im Jahre 1988 der weiße „Poggio alle Gazze“ aus Sauvignon Blanc und der rote „Ornellaia“ (Cabernet Sauvignon, Merlot und Cabernet Franc). Ludovico Antinori verkaufte das Gut zwischen 1999 und 2002 an den kalifornischen Weinunternehmer und Weinbaupionier Robert Mondavi für ca. 40 Millionen Euro. Heute ist es in Besitz des Florentiner Weinunternehmens Frescobaldi.
Ludovico Antinori machte sich mit dem „Ornellaia“ in den späten 1980ern und den 1990er-Jahren international einen Namen.
Mit seinem Bruder Piero baute das Weingut „Campo di Sasso“ in der Maremma auf.
Als die Antinoris dieses Anwesen 1995 erwarben, war es als Erweiterung zu „Tenuta  dell’Ornellaia“ gedacht. Zu „Campo di Sasso“ gehört auch ein „Ableger“ in Neuseeland, wo in der Region Marlborough Sauvignon Blanc unter dem Namen „Mount Nelson“ hergestellt wird.